# Andrea Brochmann
Andrea Johanne Marie Brochmann (født 1. maj 1868 i København, død 27. april 1954 sammesteds) var en dansk fagforeningsformand og politiker. Andrea Brochmann var herreskrædder som sin mor, Anna Nielsen, og blev i 1897 formand for De kvindelige Herreskrædderes Fagforening. På denne post blev hun til 1909. I 1899 var der for første gang kvindelige talere ved første maj-arrangementet i Fælledparken, og her talte hun og Kvindeligt Arbejderforbunds formand, Olivia Nielsen.
Fra 1912 til 1935 var Andrea Brochmann formand for Socialdemokratisk Kvindeforening, og i 1918 stillede hun op til Folketinget for Socialdemokratiet, men blev ikke valgt. Til gengæld sad hun i Landstinget fra 1926 til 1932 og fra 1933 til 1940.
I 1905 giftede hun sig med journalisten Jens Peter Brochmann. De fik en søn i 1911.